# Cerebritis
La cerebritis es una infección cerebral localizada, que evoluciona a lo largo de 10 o 12 días, ocurriendo luego la formación de un absceso (cerebritis encapsulada), que característicamente aparece brillante en difusión y con caída del ADC (coeficiente aparente de difusión) por restricción en el movimiento del agua intralesional.

## Fisiopatología del absceso cerebral
En la formación de un absceso cerebral se han descrito diferentes etapas que se pueden resumir en general como de cerebritis, de colección del pus, de aislamiento y de encapsulación con diversos eventos anatomopatológicos. Según Britt y colaboradores, se describen las siguientes:
I) Cerebritis temprana. Dura de 1 a 3 días y se caracteriza por inflamación local de los vasos sanguíneos, edema y necrosis.
II) Cerebritis tardía. Dura de 4 a 9 días, se caracteriza fusión de las diversas áreas de necrosis con el consiguiente aumento del área, aparece el [pus] y es la etapa de máximo edema. Alrededor de la zona inflamada comienza a aparecer una red de fibras colágenas.
III) Formación capsular temprana. Dura de 10 a 13 días. Se consolida la red de colágeno con vistas a aislar el centro necrótico.
IV) Formación capsular tardía. Dura de 14 a 28 días, aquí aparece la gliosis reaccional que incrementa el aislamiento de proceso y es la que forma la verdadera cápsula del absceso, lo que demora por lo menos dos semanas más.
Ya en el "absceso maduro" se pueden diferenciar perfectamente cinco zonas: 
1. Una central necrótica.
2. Una zona periférica a la anterior de células inflamatorias y fibroblastos.
3. Una cápsula de fibras colágenas.
4. Un áreas de vasos de neoformación.
5. El área de gliosis y edema reaccional.